# Sioux Center
Sioux Center és una població dels Estats Units a l'estat d'Iowa. Segons el cens del 2000 tenia 6.002 habitants.

## Demografia
Segons el cens del 2000, Sioux Center tenia 6.002 habitants, 1.831 habitatges, i 1.351 famílies. La densitat de població era de 438,1 habitants/km².
Per edats la població es repartia de la següent manera: un 22,3% tenia menys de 18 anys, un 27,1% entre 18 i 24, un 20,7% entre 25 i 44, un 15,4% de 45 a 60 i un 14,5% 65 anys o més.
L'edat mediana era de 26 anys. Per cada 100 dones de 18 o més anys hi havia 89,1 homes.
La renda mediana per habitatge era de 42.775 $ i la renda mediana per família de 51.039 $. Els homes tenien una renda mediana de 35.821 $ mentre que les dones 20.025 $. La renda per capita de la població era de 16.912 $. Entorn del 4,9% de les famílies i el 7,1% de la població estaven per davall del llindar de pobresa.

## Poblacions més properes
El següent diagrama mostra les poblacions més properes.